# Wolfgang de Grahl
Wolfgang Hans Richard de Grahl (geboren 28. Juli 1922 in Hamburg; gestorben 10. August 1992 in Hamburg-Nienstedten) war ein deutscher Autor von Vogelbüchern - und Fachzeitschriften mit dem Schwerpunkt Papageienvögel. 

## Leben
Wolfgang de Grahl ist ein Urenkel von Gustav Adolf de Grahl und wuchs im Hamburger Westen auf. Hauptberuflich als kaufmännischer Angestellter tätig war er Autodidakt bzgl. der Züchtung von Papageien und Sittichen und deren Darstellung in Fachbüchern und Artikeln. In der Fachzeitschrift Gefiederte Welt publizierte er seit 1949. Mit seinen Buchveröffentlichungen ab 1969 gilt er als Begründer der modernen Papageienhaltung im deutschsprachigen Raum. Mit den de Grahl Büchern begann im Stuttgarter Verlag Eugen Ulmer die Veröffentlichung einer Reihe von Papageienbüchern. Seine Bücher wurden ins Spanische und Englische übersetzt.
Er war zweimal verheiratet, hatte eine Tochter und ruht auf dem Nienstedtener Friedhof.

## Auszeichnungen
- 1970 Goldmedaille der Vereinigung für Artenschutz, Vogelhaltung und Vogelzucht (AZ)[3]
- 1974 und 1976 erhielt er den Consul Cremer-Preis der Vereinigung für Artenschutz, Vogelhaltung und Vogelzucht (AZ)[4]
- 1975 Goldmedaille der Fachzeitschrift Gefiederte Welt

## Werke (Auswahl)
- Sittich - Arten in Farbe; 1. Auflage, Horst Müller Verlag, Bomlitz 1971, Keine ISBN
- Farbiger Atlas Papageien; Horst-Müller Verlag, Bomlitz 1973, ISBN 978-3-945440-40-7
- Papageien unserer Erde; 2 Bände Selbstverlag, 1973 und 1974, Keine ISBN
- Papageien in Haus und Garten; 3. Auflage. Eugen Ulmer Verlag, Stuttgart 1975, ISBN 3-8001-7126-0
- Der Graupapagei – Pflege, Zucht und Zähmung / Eine Chronik aus 100 Jahren; 3. Auflage, Eugen Ulmer Verlag, Stuttgart 1979, ISBN 3-8001-7051-5
- Atlas Papageien und Sittiche der Welt: Sittiche Band 1; 1. Auflage. Horst-Müller-Verlag, Bomlitz 1982, Keine ISBN. (Loseblattsammlung)
- Atlas Papageien und Sittiche der Welt: Papageien Band 2; 1. Auflage. Horst-Müller-Verlag, Bomlitz 1982, Keine ISBN. (Loseblattsammlung)
- Papageien: Lebensweise, Arten, Zucht; 8. Auflage, Eugen Ulmer Verlag, Stuttgart 1985, ISBN 3-8001-7150-3